# Fires at Midnight
Fires at Midnight er det tredje studiealbum af Blackmore's Night, som blev udgivet d. 10. juli 2001 gennem SPV/Steamhammer. I sammenligning med deres to tidligere udgivelser er der mere elektrisk guitar på dette album, men det bibeholder folkrockstilen. Albummet nåede #32 i Østrig og #81 i Schweiz.
I december 2001 var Fires At Midnight nomineret til New Age Voice award for bedste vokalalbum dette år. In 2004 the album went Gold in the Czech Republic.
Albummet var et af bedst sælgende internationale popalbum i Rusland i efteråret 2001. Singlen "Times They Are A Changin" var på den russiske top 20 i over ni uger.
Albummet indeholder singlerne "The Times They Are a Changin'", "Home Again" og "All Because of You".

## Spor
Sangene er skrevet af Ritchie Blackmore og Candice Night, medmindre andet er noteret.
1. "Written in the Stars" – 4:47
2. "The Times They Are a Changin'" – 3:30 (Bob Dylan cover)
3. "I Still Remember" – 3:39 (Blackmore/Night/Traditionel)
4. "Home Again" – 5:25
5. "Crowning of the King" – 4:29 (Blackmore/Night/Traditionel af Tielman Susato)
6. "Fayre Thee Well" – Instrumental 2:05 (skrevet af Blackmore)
7. "Fires at Midnight" – 7:33 (Blackmore/Night/Traditionel af King Alfonso The 10th)
8. "Hanging Tree" – 3:44
9. "The Storm" – 6:08
10. "Mid Winter's Night" – 4:27 (Blackmore/Night/Traditionel)
11. "All Because of You" – 3:34
12. "Waiting Just for You" – 3:14 (Blackmore/Night/Traditionel af Clarke)
13. "Praetorius (Courante)" – Instrumental 1:54 (Traditionel af Michael Praetorius)
14. "Benzai-Ten" – 3:49
15. "Village on the Sand" – 4:54
16. "Again Someday" (Bonustrack) – 1:42

### Bonustracks
1. "Possum's Last Dance" – Instrumental (2:41) (skrevet af Blackmore) (kun på europæisk version)
2. "Sake of Song" – 3:13 (kun på japansk og US-verison)

En musikvideo til sangen "Times They Are a-Changin'" findes på en CD-ROM på den amerikanske version.
- Bonustrack 1, "Possum's Last Dance" var tidligre udgivet i Shadow of the Moon i USA.
- Bonustrack 2, "Sake of Song" var udgivet som b-side til "The Times They Are a Changin'". Sangen blev genindspillet senere som "Sake of the Song" (med vokaler) og "Song and Dance" (en instrumental verison af samme nummer) på Autumn Sky.

## Personel
- Ritchie Blackmore – elektrisk og akustisk guitar, drejelire, mandolin, renæssancetrommer, tamburin
- Candice Night – forsanger, baggrundsvokal, tinwhistle, skalmeje, harpe, blokfløjte, elekstrisk sækkepibe
- Sir Robert of Normandie (Robert Curiano) – bas, baggrundsvokal
- Carmine Giglio – keyboard
- Chris Devine – violin, bratsch, blokfløjte, fløjte
- Mike Sorrentino – trommer
- Richard Wiederman – trompet
- John Passanante – basun
- Pat Regan – keyboard
- Albert Dannemann – sækkepibe på "All Because of You"